# María Alejandra Villamizar
María Alejandra Villamizar Maldonado (Pamplona, 13 de mayo de 1973) es comunicadora social y periodista especializada en periodismo político, conflicto armado y procesos de paz. Actualmente es periodista y analista política y electoral de Noticias Caracol y participó hasta finales de marzo del 2023 en el equipo informativo del programa La Luciérnaga de Caracol Radio.
Como periodista ha pertenecido a varios de los principales medios de comunicación en Colombia. En televisión ha trabajado como reportera y presentadora en Noticiero AM-PM, Noticiero 24 Horas, Noticiero CM& y Noticias Caracol. 
Gracias a sus conocimientos sobre conflicto armado y procesos de paz, participó en el diseño y dirección del programa presidencial de Pedagogía para la Paz "La Conversación más Grande del Mundo".
En los últimos años, se ha enfocado en realizar entrevistas a figuras políticas nacionales e internacionales. En la actualidad, conduce un segmento en Noticias Caracol llamado Conversaciones de País, en el que sostiene un diálogo de contexto con personajes relevantes respecto a diversos asuntos públicos de Colombia. 

## Biografía
Villamizar estudió comunicación social y periodismo en la Pontificia Universidad Javeriana en Bogotá, Colombia; donde también cursó una especialización en Negociación y Resolución de Conflictos. En 2004, asistió al Programa Balboa para Periodistas Iberoamericanos de la Fundación Carolina en Madrid, España. 

## Trayectoria
En prensa, ha sido editora política del entonces semanario El Espectador, y en el diario El Tiempo fue editora jefe. Al igual que en la Revista Semana en la que fue editora política. Ha escrito artículos periodísticos y de opinión en las revistas Cambio, Credencial, Soho y Don Juan, El Mundo de Madrid. Actualmente publica reportajes y columnas en El País América. Vivió en Madrid donde estudió y fue corresponsal en España de la W Radio, la emisora más oída en Colombia y al tiempo que se desempeñaba como periodista en el tradicional diario español ABC.
En el sector público ha trabajado en tres gobiernos como asesora de la Oficina del Alto Comisionado para la Paz en la Presidencia de la República y directora de Pedagogía para la Paz. En su paso por el sector público tuvo a cargo el diseño y ejecución de las estrategias de comunicación del proceso de paz con dos grupos guerrilleros, así como todo el esquema informativo de dicho proceso. También ha sido estratega y directora de comunicaciones de campañas presidenciales. 
Además, participa como conferencista en distintos escenarios nacionales e internacionales sobre periodismo, comunicaciones y procesos de paz. 

### Trabajos
- 1993 - 1994: Fue reportera política en el Noticiero AM-PM.
- 1995: Fue reportera política en el Noticiero 24 Horas.
- 1996 - 1998: Fue asesora de comunicaciones de la Oficina del Alto Comisionado para La Paz de la Presidencia de la República.
- 1998 - 2001: Fue reportera y presentadora del Noticiero CM&.
- 2001 - 2002: Fue asesora de comunicaciones de la Oficina del Alto Comisionado para La Paz de la Presidencia de la República.
- 2003 - 2004: Fue editora del área “Política, Paz y Derechos Humanos” del periódico El Espectador.
- 2004: Fue corresponsal en Madrid - España para la W Radio.
- 2005: Fue la editora jefe en el periódico El Tiempo.
- 2005 - 2009: Fue editora política en la Revista Semana.
- 2009 - 2010: Fue directora de estrategia en la campaña presidencial del 2010 para el Partido Liberal Colombiano.
- 2011 - 2014: Fue directora de Confidencial Colombia, un proyecto que apuntó a ser una nueva referencia en la elaboración de contenidos propios en el vasto mundo de los medios de comunicación en Colombia.
- 2014: Fue periodista de mesa para Blu Radio - Caracol Televisión.
- 2015 - 2016: Fue directora para la Pedagogía para la Paz “La Conversación Más Grande Del Mundo”[4] en la Presidencia de la República, proyecto que propuso usar la herramienta de la conversación como la fuerza que podemos usar para construir la paz.
- 2016 - 2017: Fue delegada del gobierno en la mesa de negociación con el Ejército de Liberación Nacional (ELN).[3]
- 2017 - actualidad: Es presidenta de la Fundación Conversa Colombia, creadores de “La Conversación Más Grande Del Mundo”.
- 2017 - actualidad: Es analista política, entrevistadora y moderadora de debates electorales a candidatos en Noticias Caracol - Caracol Televisión.[5]
- 2017 - 2023: Fue analista y periodista en el programa La Luciérnaga en Caracol Radio.
- 2021 - actualidad: Es moderadora y presentadora de “Conversaciones de País”, en donde entabla diálogos con candidatos presidenciales, candidatos regionales, congresistas y voceros de campañas políticas, emitido en las mañanas en Noticias Caracol.
- 2023: Columnista en el periódico El Espectador.[6]

## Premios y reconocimientos
Por sus diferentes trabajos y desde muy joven ha ganado varios premios de periodismo nacional e internacional que le han permitido ganar un destacado prestigio profesional en el medio.
- 1996: Premio Nacional de Periodismo Simón Bolívar, Mejor reportaje para televisión “En Bogotá las milicias salen de la sombra”[7] para el Noticiero 24 Horas.
- 2005: Premio Nacional de Periodismo Simón Bolívar, Mejor entrevista en prensa “Prefiero quedarme solo que tener que comprar conciencias”[8] para El Espectador.
- 2005: Premio Nacional de Periodismo CPB, Mejor trabajo en prensa “Examen a la reinserción” Informe especial para El Tiempo.
- 2005: Finalista Premio Nuevo Periodismo CEMEX + FNPI, Mejor trabajo en prensa “ Exámen a la reinserción” Informe especial para El Tiempo.
- 2007: Premio Sociedad Interamericana de Prensa, “Los tentáculos de los paramilitares” para el Equipo de Revista Semana.
- 2007: Premio Latinoamericano de Periodismo de Investigación IPYS, Mejor investigación en un caso de corrupción “La Parapolítica”[9] para el Equipo de Revista Semana.
- 2008: Premio de Periodismo Rey de España, “La Parapolítica”[10] para el Equipo de Revista Semana.

- 2020: Premio al Mérito Periodístico Eustorgio Colmenares Baptista.[11]